# Файрер, Джозеф
Сэр Джозеф Файрер (англ. Joseph Fayrer; 6 декабря 1824 — 21 мая 1907, Белфилд, Фалмут, Корнуолл, Англия) — английский медик, врач, педагог, профессор, доктор медицины (1849), который занимал должность главного хирурга Британской Индии. Член Лондонского королевского общества и Королевского общества Эдинбурга. 1-й баронет.

## Биография
Сын Роберта Джона Файрера (1788—1869), командующего Королевским флотом. С 1840 года изучал инженерное дело и поступил на службу гардемарином, в 1843 году отправился со своим отцом на Бермудские острова. Вспышка желтой лихорадки заставила его увлечься медициной.
С 1844 года изучал медицину в новой Чаринг-Кросской больнице и Медицинской школе Имперского колледжа в Лондоне и университете Эдинбурга. Среди его сокурсников был Томас Генри Гексли.
В 1847—1858 годах служил морским врачом на корабле «HMS Victory» в английском флоте. Оставив службу, путешествовал по Европе с графом Эрнестом Эджкамбом. Затем возобновил изучение медицины в Риме и в 1849 году получил степень доктора медицины.
С 1859 по 1874 годах — профессор медицинской коллегии в Калькутте, с 1874 года состоял начальником медицинского департамента при британском правительстве в Индии.
Автор ряда клинических работ, на основании его наблюдений в больницах Индии (1873—1880), о тропической дизентерии, малярии (1881), солнечном ударе (1881) и др.
Известен своими работами по медицине, работой в области общественного здравоохранения и исследованиями, в частности, по лечению укусов змей в Индии . Участвовал в официальном расследовании холеры, в котором не принял идею, предложенную Робертом Кохом, о микробах как о причине возникновения холеры.